# Cercopithecus mona
Cercopithecus mona é um Macaco do Velho Mundo que ocorre na África Ocidental. Pode ser encontra também, na ilha de Granada, onde foi introduzido no século XVIII por escravos africanos. Esse macaco vive em grupos com mais de 35 indivíduos em ambientes florestados. Se alimenta principalmente de insetos e folhas.
Possui pelagem marrom com  com as ancas de cor branca. A cauda e pernas são pretos e a face é de cor cinza-azulada com uma listra preta.

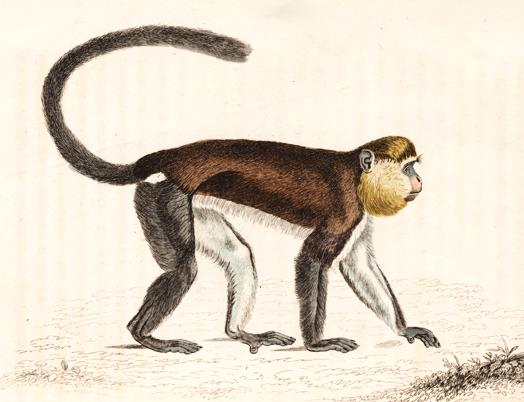
Mona Monkey
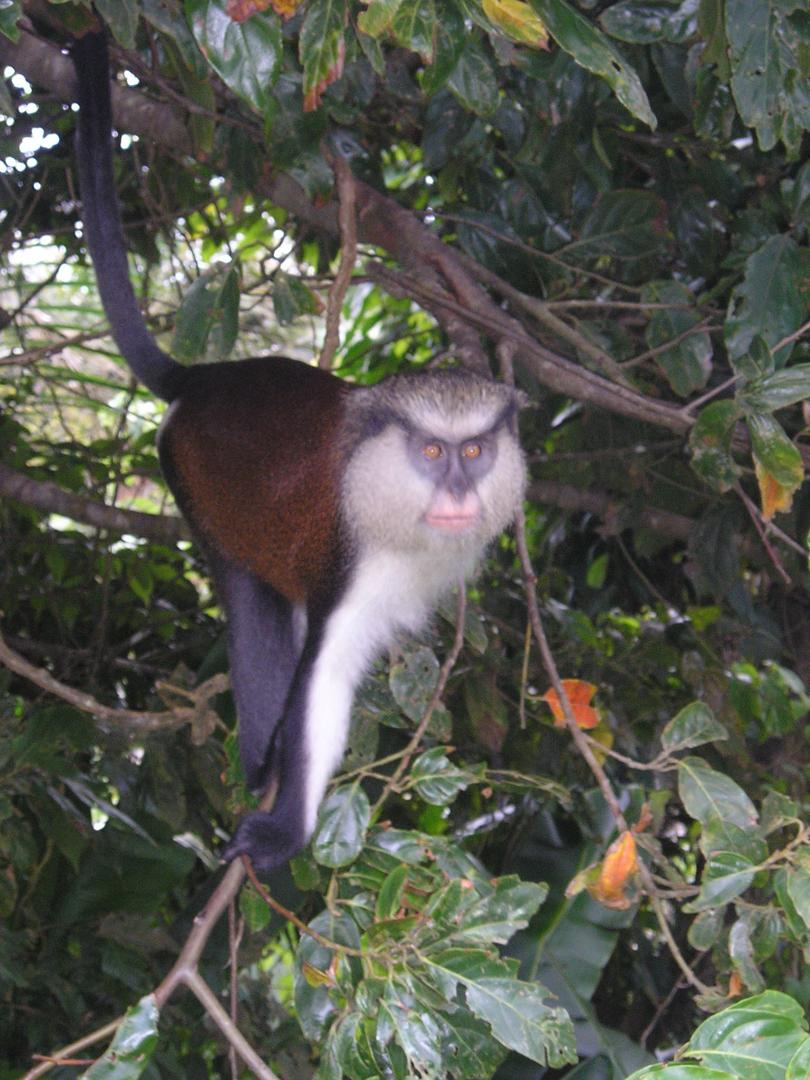
Feral Mona Monkey on Grenada
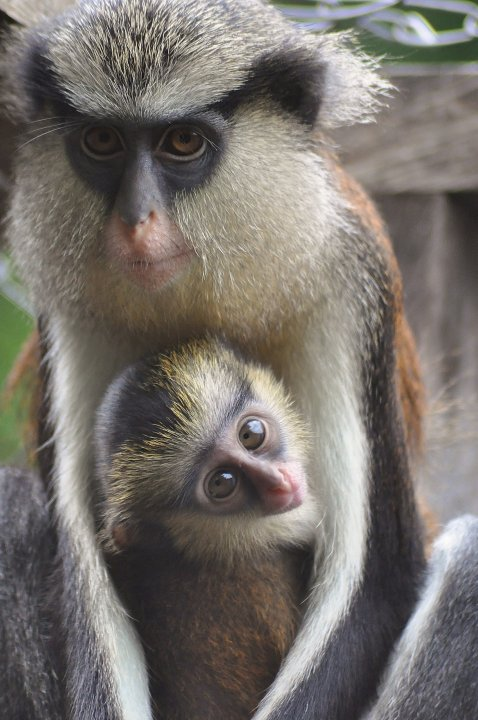